# Srebrenik
Srebrenik je grad u Bosni i Hercegovini.

## Zemljopis
Srebrenik se nalazi u Tuzlanskoj županiji u dolini rijeke Tinje, na pruzi i cesti Brčko – Tuzla – Sarajevo.
Prosječna nadmorska visina je 199 metara, površina općine je 249 km2. Na tom području je 1991. godine živjelo 40.896 stanovnika. Općina Srebrenik okružena je planinskim masivima Majevice i Trebave koji se spuštaju u prostranu ravnicu kroz koju od juga prema sjeveru protječe rijeka Tinja. Stanovništvo Srebrenika i okolnih naselja bavi se, uglavnom, ratarstvom, voćarstvom i stočarstvom. Zadnjih desetljeća SFR Jugoslavije razvija se i industrija pokućstva, građevnih materijala, tekstila. Najznačajniji povijesni spomenik je srednjovjekovni grad Srebrenik. Unutar njegovih zidina se od 1977. godine održavala redovita godišnja manifestacija "Srebrenik-otvoreni grad umjetnosti". Srebrenik je danas otvoreni grad umjetnosti, poznat po trgovinskim sajmovima i uspješnoj privatnoj inicijativi. Vlastitim naporima i uz pomoć šire zajednice građani Srebrenika su nakon Drugog svjetskog rata izgradili potpuno nov grad sa suvremenim kapacitetima (osam osnovnih škola, vrtić, Srednjoškolski centar, Dom zdravlja, Dom kulture s bibliotekom, kinom i galerijom).

## Stanovništvo
Po popisu stanovništva iz 1991. godine, općina Srebrenik imala je 40.896 stanovnika, raspoređenih u 49 naselja: Babunovići, Behrami, Brda, Brezik, Brnjičani, Cage, Cerik, Crveno Brdo, Čekanići, Ćehaje, Ćojlučko Polje, Ćojluk, Dedići, Donji Moranjci, Donji Podpeć, Donji Srebrenik, Duboki Potok, Falešići, Gornji Hrgovi, Gornji Moranjci, Gornji Podpeć, Gornji Srebrenik, Huremi, Jasenica, Ježinac, Kiseljak, Kuge, Like, Lipje, Lisovići, Luka, Ljenobud, Maoča, Podorašje, Rapatnica, Seona, Sladna, Srebrenik, Straža, Šahmeri, Špionica Centar, Špionica Donja, Špionica Gornja, Špionica Srednja, Tinja Donja, Tinja Gornja, Tutnjevac, Uroža, Zahirovići.
| Stanovništvo općine Srebrenik |                  |                  |                  |                  |
| godina popisa                 | 2013.            | 1991.            | 1981.            | 1971.            |
| Bošnjaci/Muslimani            | 35.951 (90,61 %) | 30.528 (74,64 %) | 28.070 (73,73 %) | 24.628 (73,25 %) |
| Srbi                          | 394 (0,99 %)     | 5308 (12,97 %)   | 5545 (14,56 %)   | 5489 (16,32 %)   |
| Hrvati                        | 1968 (4,96 %)    | 2752 (6,72 %)    | 3167 (8,31 %)    | 3256 (9,68 %)    |
| Jugoslaveni                   |                  | 1203 (2,94 %)    | 767 (2,01 %)     | 34 (0,10 %)      |
| ostali i nepoznato            | 1365 (3,44 %)    | 1105 (2,70 %)    | 521 (1,36 %)     | 213 (0,63 %)     |
| ukupno                        | 39.678           | 40.896           | 38.070           | 33.620           |

#### Srebrenik (naseljeno mjesto), nacionalni sastav
| Srebrenik          |                |                |                |
| godina popisa      | 1991.          | 1981.          | 1971.          |
| Muslimani          | 4532 (85,44 %) | 3625 (87,37 %) | 2023 (93,13 %) |
| Srbi               | 172 (3,24 %)   | 147 (3,54 %)   | 80 (3,68 %)    |
| Hrvati             | 87 (1,64 %)    | 69 (1,66 %)    | 31 (1,42 %)    |
| Jugoslaveni        | 351 (6,61%)    | 257 (6,19 %)   | 15 (0,69 %)    |
| ostali i nepoznato | 162 (3,05 %)   | 51 (1,22 %)    | 23 (1,05 %)    |
| ukupno             | 5304           | 4149           | 2172           |

U tijeku rata nastale su izmjene u demografskoj slici općine u odnosu na 1991. godinu. 

Procjena općinskog razvojnog odjela o broju stanovnika za 2003. (45.000 stanovnika) razlikuje se od procjene Federalnog zavoda za statistiku (42,033 stanovnika). Procjena općinskog LER tima o broju stanovnika za 2003. godinu se temelji na podatcima o prirodnom prirastu i podatcima o izbjeglom stanovništvu koje se trajno naselilo na područje općine. Ako bi se ova procjena uzela kao točna tada bi gustoća naseljenosti stanovništva bila 181 stanovnik na km2, što je niže od TK koja prema podatcima Federalnog zavoda za statistiku u 2003. godini iznosi 192 stanovnika na km2. Međutim gustoća naseljenosti u općini Srebrenik je znatno veća od prosjeka regije, i prosjeka BiH (75 stanovnika na km2.
Procjenjuje se da oko 12.800 stanovnika živi u urbanim naseljima ili 28 %, dok preostalih 32.200 stanovnika ili 72 % spada u stanovništvo koje živi u ruralnim naseljima.

## Povijest
Srebrenik se u povijesti prvi put spominje godine 1333. Prvi pisani dokument o postojanju ovog starog grada jest povelja Stjepana II. Kotromanića kojom on, kao bosanski ban, Dubrovačkoj Republici ustupa Ston i Rat, otvarajući trgovačke puteve Dubrovnika sa svojom banovinom. U to vrijeme Srebrenik je bio i središte bosanske banovine kojeg je on proširio do najprostranijih granica. Posjed mu se tada prostirao od Save na sjeveru, Dinare na zapadu i Herceg Novog na jugoistoku. Hrvatsko-ugarski kralj Matija Korvin u listopadu 1464. prodire s vojskom na sjeveroistok Bosne, u Usoru i zauzima Srebrenik. Od zauzetih krajeva uspostavlja Srebreničku banovinu, koju uređuje po strogim vojničkim principima. Za zapovjednika Banovine postavlja hrvatskog velikaša Nikolu Iločkog.
O zauzimanju Srebrenika od Osmanlija postoje dvije povijesne verzije: po prvoj Srebrenik je osvojen 1512.godine, zajedno s Teočakom. Druga je verzija da je 1521. godine bosanski sandžak-beg Feriz-beg zauzeo Srebrenik, Sokol i Tešanj. Interesantna je narodna predaja o osmanlijskom zauzimanju Srebrenika. Kako je osmanlijska vojska bila brojčano nadmoćna, branitelji Srebrenika su tijekom noći napustili grad, potkovavši konje naopako da bi prikrili tragove svog povlačenja. Zbog tragova kopita Osmanlije su mislili da je gradu stigla pomoć i dugo su oklijevali da ga pokušaju zauzeti. Nema pouzdanih podataka o tome kada je sagrađena srebrenička tvrđava, ali je posve sigurno da su je sagradili Mađari za vrijeme svoje vladavine u Bosni. Dograđivali su je Osmanlije, o čemu svjedoči dograđena džamija koja je služila za potrebe posade, odnosno turskih askera.
U razdoblju nakon Osmanlija Srebrenik je bio u izvjesnoj povijesnoj zaleđini, tako da nema puno svjedočenja o gradu u razdoblju austro-ugarske vladavine niti Kraljevine Jugoslavije. Ponovno povijesno buđenje Srebrenik doživljava u periodu poslije Drugog svjetskog rata. Gradnja pruge Brčko – Banovići i putne dionice Županja – Sarajevo – Opuzen daje Srebreniku poticaj napretka i oživljavanja.

## Gospodarstvo
Srebrenik je prije rata (1992. – 1995.) bio nerazvijena općina, ali je, zahvaljujući sposobnoj lokalnoj upravi i vrijednim i sposobnim poduzetnicima, tijekom rata a posebno u vremenu nakon rata doživio nagli rast i razvoj, tako da se svrstao u red srednje razvijenih općina u BiH. I pored očitih problema u procesu privatizacije nekih poduzeća, koja su bila nositelji razvoja u prijeratnoj općini Srebrenik, otežanih uvjeta gospodarske djelatnosti i velikog broja nezaposlenih osoba, Srebrenik iz dana u dan postaje razvijeniji s realnim perspektivama još bržeg razvoja.
Gospodarski objekti koji karakteriziraju općinu Srebrenik, razmješteni su uglavnom duž doline rijeke Tinje, pruge i magistralne ceste koji u velikoj mjeri naginju središnjem dijelu općine, gdje se nalazi upravno, kulturno, športsko i gospodarsko sjedište općine. 

Na jugoistoku općine, koji obuhvaća mjesno područje Tinja, smještena je asfaltna baza mjesnog poduzeća te neposredno uz nju na lokalitetu «Orlove klisure» i kamenolom s potrebnom kvalitetom za njezin rad. 

Južno od općinskog središta, koje obuhvaća mjesno područje D. Potok, smješten je rudnik vapnenca, a u samom središtu naselja postoji tvornica obuće. 

U središnjem dijelu općine neposredno uz grad Srebrenik, postoje gospodarski subjekti koji se bave vađenjem i preradom kamena u građevinske elemente. Isti subjekti su glavni poslodavac u općini. 

Vađenje i prerada vapnenca iz tog područja planski se privodi kraju, a usporedno se radi na stvaranju uvjeta za prijelaz na novo područje u naselje Bjelave, D.Potok.

## Kultura
HKD Napredak organizira manifestacije i sadržaje kojima nastoje obilježiti katoličke blagdane na ovim prostorima. Od 2006. organizira Dane kruha i plodova zemlje u Srednjoj Špionici. Od 2006. uoči blagdana Velike Gospe organizira Malu seosku olimpijadu. Natjecanje okupi veliki broj ovdašnjeg raseljenog stanovništva. Najavljeni su novi sadržaji, među kojima izložba narodnih nošnji špioničkih nevjesta, kojoj draž daje što većina udatih žena u Špionici nisu iz toga kraja, nego dolaze s prostora cijele bivše Jugoslavije.

## Šport
- OFK Gradina Srebrenik
- KK Silver Kings Srebrenik
- KK Gradina Srebrenik
- KK Srebrenik (karate klub)
- KK 1. mart Srebrenik (karate klub)
- OK Gradina-Herceg Srebrenik
- RK Srebrenik 04

Od 2013. održava se Memorijalni turnir Dževad Bešić Beša, pod geslom "Ja neću biti mrtav kad umrem, ja ću biti mrtav kada me zaborave.".

## Vanjske poveznice
- www.srebrenik.net Srebrenik.NETwork neslužbena prezentacija grada Srebrenika  Arhivirana inačica izvorne stranice od 23. veljače 2022. (Wayback Machine)
- www.srebrenik.ba službena prezentacija grada Srebrenika  Arhivirana inačica izvorne stranice od 12. kolovoza 2018. (Wayback Machine)